# Cabaret (1972)
Cabaret is een Amerikaanse muzikale romantische dramafilm uit 1972 onder regie van Bob Fosse met in de hoofdrollen Liza Minnelli, Michael York en Joel Grey.
Het scenario van de film is een bewerking van de gelijknamige musical uit 1966 van John Kander (muziek) en Fred Ebb (teksten), het toneelstuk I Am a Camera van John van Druten uit 1951 en de semiautobiografische verhalen uit de bundels, The Last of Mr. Norris (1935) en Goodbye to Berlin (1939) van Christopher Isherwood.
Cabaret was een groot succes in de bioscopen en bracht meer dan 42 miljoen dollar op. De film werd genomineerd voor tien Oscars waarvan er acht daadwerkelijk gewonnen werden, waaronder die voor beste regie, beste muziek (van Fred Ebb (tekst) en John Kander (muziek)), beste camerawerk, beste montage, beste hoofdrolspeelster (Liza Minnelli) en beste bijrolspeler (Joel Grey). Daarnaast kreeg Cabaret ruim twintig andere prijzen toegekend, waaronder zeven BAFTA Awards, drie Golden Globes, vier National Board of Review Awards, een Writers Guild of America Award en twee Premi David di Donatello.
De film werd vanwege het culturele, historische en esthetische belang in 1995 voor conservatie opgenomen in het National Film Registry van de American Library of Congress.

## Verhaal
Berlijn, 1931. De jonge Britse schrijver en academicus Brian Roberts reist naar Duitsland met het voornemen zijn Duits op een hoger niveau te brengen. Eenmaal in Berlijn huurt hij een kamer in een pension. Een van de andere gasten in het pension is Sally Bowles, een Amerikaanse die zingt in de nachtclub de Kit Kat Klub. Berlijn is aan het veranderen. De nazi-partij van Adolf Hitler dringt steeds meer op in het straatbeeld, terwijl ook de grote economische crisis haar sporen achterlaat. Er heerst werkloosheid en er zijn rellen op straat tussen communisten en fascisten. Terwijl Roberts zich in leven houdt met de opbrengst van het geven van Engelse les, probeert Sally hem te verleiden. Aangezien de gereserveerde Brian nogal verlegen is, reageert hij niet op haar avances en de zangeres denkt dat hij homoseksueel is. De twee worden vrienden en gaan uiteindelijk met elkaar naar bed. Als Sally de rijke playboy baron Maximilian von Heune ontmoet, stelt ze ook Brian aan hem voor. Het drietal maakt een uitstapje naar het landhuis van Max, waar de laatste zich ontpopt tot een biseksueel die zowel met Sally als Brian naar bed gaat. Na het uitstapje heeft Max genoeg van het tweetal en vertrekt naar Argentinië. Als Sally onthult dat ze met Max heeft geslapen, bekent Brian hetzelfde. Ze krijgen ruzie en Brian rent de straat op. Buiten zoekt hij ruzie met een groepje S.A.-leden en wordt in elkaar geslagen. Als Brian weer hersteld is, hoort hij van Sally dat ze zwanger is en hij vraagt haar ten huwelijk. Maar Sally heeft weinig zin in een huwelijk met een Britse academicus. Het leven als moeder en huisvrouw in Cambridge trekt haar totaal niet aan en ze laat zich aborteren. Hoewel Brian hier aanvankelijk erg boos over is, trekt hij later bij en ze gaan als vrienden uit elkaar. Brian stapt op de trein richting Engeland en Sally zingt weer in de Kit Kat Klub. Het publiek is echter veranderd, het merendeel draagt een nazi-uniform of een armband met een hakenkruis.

## Rolverdeling
| Acteur        | Personage            |
| ------------- | -------------------- |
| Liza Minnelli | Sally Bowles         |
| Michael York  | Brian Roberts        |
| Joel Grey     | Conferencier         |
| Helmut Griem  | Maximilian von Heune |
| Fritz Wepper  | Fritz Wendel         |

## Voorgeschiedenis

### Van Berlijn naar Broadway
Het scenario voor de film is gebaseerd op diverse bronnen. De oudste bron wordt gevormd door de korte verhalen van Christopher Isherwood (1904-1986) een Britse auteur die rond 1931 in Berlijn woonde en werkte. Enige jaren later beschreef hij zijn belevenissen in de Duitse hoofdstad in verhalen als "Sally Bowles" en "The Landauers", later gebundeld in "Goodbye to Berlin" (1939). Een ander deel van zijn Berlijnse avontuur beschreef hij in de novelle "The Last of Mr. Norris", 1935. Later werden beide boeken samengevoegd tot "The Berlin Stories" (1946). In 1951 schreef de Britse schrijver John Van Druten op basis van de "The Berlin Stories" het toneelstuk "I Am a Camera". Van Druten ontleende de titel aan het korte verhaal "A Berlin Diary (Autumn 1930)", waarin de hoofdfiguur zichzelf beschrijft als "een camera, de sluiter open, passief, alles vastleggend zonder na te denken". Het toneelstuk vormde weer de basis voor de gelijknamige film van Henry Cornelius uit 1955 met Jullie Harris en Laurence Harvey. Halverwege de jaren zestig van de twintigste eeuw kocht producent/regisseur Harold Prince de rechten van de "The Berlin Stories". Hij vroeg aan Joe Masteroff om samen met componist John Kander en tekstschrijver Fred Ebb een musical te produceren. Jill Hayworth werd aangetrokken voor de rol van Sally Bowles, Bert Convey voor de rol van Cliff Bradshaw, terwijl Joel Grey de master of ceremonies werd. Op 2 november 1966 openende de musical in het Broadhurst Theater op Broadway, New York en haalde 1165 voorstellingen.

### Van Broadway naar Berlijn
In 1968 begon de strijd om de filmrechten van Cabaret. Uiteindelijk betaalde Allied Artists pictures in mei 1969 1,5 miljoen dollar voor de filmrechten. AA pictures ging een joint venture aan met ABC pictures met de eerste als distributeur en laatstgenoemde als producent. Het budget zou 5 miljoen dollar bedragen (dit liep uiteindelijk op tot 6 miljoen). Als producent werd Broadwayproducent Cy Feuer aangetrokken. Het was Feuer die geen ervaring had met produceren van films, die voorstelde om Bob Fosse in te huren als regisseur. Fosse was echter in ongenade gevallen in Hollywood na de flop van de filmversie van Sweet Charity. Dus zochten de managers van de studio, Manny Wolf en Marty Baum een andere regisseur. Maar niemand leek geïnteresseerd in het project, Gene Kelly, Billy Wilder en Harold Prince lieten de eer aan zich voorbij gaan. Feuer pleitte andermaal voor het inhuren van Fosse. Hij zag met name het talent van de regisseur voor het ensceneren en verfilmen van de muzikale nummers als doorslaggevend. Uiteindelijk gingen Wolf en Baum door de knieën en werd Fosse ingehuurd. Niet lang daarna reisde Fosse met de filmploeg naar Berlijn om te beginnen aan de voorbereidingen van de opnamen.

## Scenario

### De scenaristen
Jay Presson Allen begon aan het scenario. De producenten hadden gevraagd om een andere structuur dan de Broadwaymusical en een terugkeer naar de boeken van Isherwood. Zo wilde men de homoseksualiteit van de hoofdpersoon uit de verhalen van Isherwood weer naar voren halen. Jay Presson Allen constateerde echter dat de verhalen van Isherwood geen logische, chronologische volgorde hadden. Ze moest eerst een schema maken waarin de gebeurtenissen in de verhalen chronologisch gerangschikt werden. Ze werkte tien maanden keihard aan het scenario, maar kreeg onderwijl ruzie met Bob Fosse. Volgens haar haalde Fosse alle humor uit het verhaal en was hij geen fan van het personage Sally Bowles. Ze moest steeds verbeteringen aanbrengen in het volgens haar allang voltooide scenario. Uiteindelijk had ze geen tijd meer en gaf het voltooide scenario aan producent Cy Feuer. Feuer en Fosse waren ontevreden met het eindresultaat en ze vroegen Hugh Wheeler (een vriend en collega van Jay Presson Allen) om het scenario te herschrijven. Overigens kreeg uiteindelijk alleen Jay Presson Allen een vermelding als scenarist op de aftiteling. Hugh Wheeler werd alleen genoemd als 'research consultant'. Wheeler herschreef echter niet alleen het scenario, hij was ook aanwezig bij de filmopnamen voor het schrijven van eventuele aanpassingen in het scenario.

### Personages
Jay Presson Allen baseerde de personages in het scenario op de korte verhalen van Isherwood, maar hier en daar paste zij de figuren aan. Het personage "Natalia Landauer" is in het verhaal "The Landauers", een meisje van achttien en niet zoals in de film een volwassen vrouw. Ook wordt ze niet voorgesteld aan "Fritz Wendel" zoals in de film. Het personage Fritz Wendel is oorspronkelijk een playboy in de novelle "The Last of Mr. Norris". In de verhalen van Isherwood heeft alleen Sally een affaire met een rijke Duitse baron en niet zoals in de film zowel zij als Brian Roberts. Haar zwangerschap en abortus zijn echter weer het gevolg van een andere relatie. Ook hebben Sally en Brian geen seksuele relatie met elkaar in de verhalen. In de boeken van Isherwood is het personage waarop Brian Roberts is gebaseerd, openlijk homoseksueel, in de film is Roberts aanvankelijk impotent en blijkt later biseksueel. In de musical op Broadway was Sally Bowles een Britse nachtclubzangeres en haar tegenspeler een Amerikaan. Toen bekend werd dat Liza Minnelli Sally Bowles ging spelen, werd het personage Amerikaans en werd haar tegenspeler weer een Brit zoals in de boeken van Isherwood. De naam van het personage werd ook gewijzigd van Cliff Bradshaw in Brian Roberts. De personages Fritz Wendel, Natalia Landauer en Maximilian Von Heune komen niet in de Broadwaymusical voor. Er komt wel een Max voor in deze versie, maar dat is geen baron, maar de eigenaar van de nachtclub.

### Subplots
In het filmscenario zijn weer enige personages uit de Broadwayversie geschrapt, zoals Herr Schultz, de minnaar van de pensionhoudster Fraulein Schneider. Daarmee verdween ook de subplot van de romance tussen deze twee uit de film. De film is net als de boeken van Isherwood meer politiek gericht, terwijl de Broadwayversie zich meer richt op de onderlinge relaties van de personages. Een andere subplot die van de liefde tussen Natalia en Fritz zit niet in de Broadwayversie, maar wel in het stuk van Van Druten en werd in de filmversie van Cabaret weer opgenomen.

## Acteurs
Liza Minnelli had in 1966 tevergeefs geprobeerd om de rol van Sally Bowles te krijgen in de Broadwaymusical. Ze werd echter wel gekozen voor de film. Hoewel ze eerder in films had geacteerd, werd dit haar eerste filmrol als zingende actrice. Uit de acteurs van de Broadwaymusical werd wel Joel Grey overgenomen als de master of ceremonies, ook wel emcee genoemd (ceremoniemeester). Zowel Grey als Minnelli waren al gekozen voordat Bob Fosse werd ingehuurd. De laatste was verantwoordelijk voor de keuze voor Michael York als Brian Roberts. De enige concurrent van York was de Amerikaanse acteur John Rubinstein. Kleinere rollen werden ingevuld door Duitse acteurs, terwijl ook de dansers uit Duitsland kwamen. Zo wordt de rol van Fritz Wendel gespeeld door de Duitse acteur Fritz Wepper, bekend van de Duitse televisieserie Derrick.

## Productie

### Filmploeg
De film werd opgenomen in Berlijn, Duitsland. In die tijd (1971) was Berlijn nog verdeeld in Oost- en West-Berlijn en gescheiden door een muur. In het niet communistische West-Berlijn werd de film opgenomen. Behalve Bob Fosse (regie) en Cy Feuer (productie) kwam ook Geoffrey Unsworth als cinematograaf aan boord. Unsworth verving cinematograaf Robert Surtees. Surtees was de cinematograaf van Fosse bij Sweet Charity geweest en Fosse wilde hem graag bij de productie hebben. Maar de studio was van mening dat Surtees had bijgedragen tot de flop van Sweet Charity en liet Unsworth overkomen. De ontwerpers Rolf Zehetbauer, Hans Jürgen Kiebach en Herbert Strabel ontfermden zich over de decors, terwijl Charlotte Flemming de kostuums ging ontwerpen. Dansers Gwen Verdon, Kathy Doby en John Sharpe waren de assistenten van Fosse voor de choreografie.

### Locaties
Alle binnenopnamen werden gemaakt in de Bavaria Atelier Gesellschaft Studios in Grünwald, bij München. De opnames op locatie werden gemaakt in Berlijn, München, Sleeswijk-Holstein en Saksen. Het kasteel Charlottenburg in Berlijn werd gebruikt voor de opnames van het buitenhuis van Maximilian. Ook Schloss Eutin in Sleeswijk-Holstein werd gebruikt als locatie. Voor de decors van de Kit Kat Klub zochten de ontwerpers inspiratie bij de Duitse kunstenaars George Grosz en Otto Dix, beide actief in de periode 1920-1933.

### Opnamen
De opnamen begonnen in februari 1971 en werden afgerond in juli van hetzelfde jaar. Hoewel er aparte ontwerpers waren voor kostuums en make-up, deed Liza Minnelli haar eigen kapsel en make-up. Met behulp van haar vader (regisseur Vincente Minnelli) ontwierp ze de extraverte make-up die haar ogen accentueerde. Haar medespeler Joel Grey deed zijn eigen research om het perfecte authentieke Duitse accent te verwerven. Voor het nummer "Tomorrow Belongs to Me" werd een jonge Duitse figurant ingehuurd om het nummer te playbacken, waarna het later werd ingezongen door Mark Lambert.

## Muziek

### De liedjes in de film
Niet alle liedjes uit de Broadwaymusical kwamen in de film terecht. Ook werden er nieuwe nummers toegevoegd. Alle liedjes zijn van John Kander (muziek) en Fred Ebb (tekst)
- "Willkommen" Uitgevoerd door Joel Grey en ensemble
- "Mein Herr" - Uitgevoerd door Liza Minnelli
- "Maybe This Time" - Uitgevoerd door Liza Minnelli
- "Money, Money" - Uitgevoerd door Joel Grey en Liza Minnelli
- "Two Ladies" - Uitgevoerd door Joel Grey
- "Sitting Pretty" - Instrumentaal nummer
- "Tomorrow Belongs to Me" - Uitgevoerd door Mark Lambert
- "Tiller Girls" - Uitgevoerd door Joel Grey en ensemble
- "Heiraten" - Uitgevoerd door Greta Keller
- "If You Could See Her (The Gorilla Song)" - Uitgevoerd door Joel Grey
- "Cabaret" - Uitgevoerd door Liza Minnelli
- "Finale" - Uitgevoerd door Joel Grey

De volgende liedjes uit de Broadwaymusical werden niet opgenomen:
- "So What?"
- "Don't Tell Mama"
- "Telephone Song"
- "Perfectly Marvelous"
- "Why Should I Wake Up?"
- "It Couldn't Please Me More"
- "Meeskite"

"What Would You Do?"
De volgende nummers werden door Kander en Ebb speciaal voor de filmversie geschreven:
- "Mein Herr" als vervanger van "Don't Tell Mama"
- "Money Money" als vervanger van de "The Money Song"

- "Maybe This Time" was een nummer van Kander en Ebb uit een andere musical van hun hand.

### Achtergrond van de liedjes
- Het nummer "Tomorrow Belongs to Me" wordt halverwege de film gezongen door een jonge Duitser op het terras van een Duits café. Als de camera langzaam achteruit gaat, zien we dat de jongen zijn rechterarm heeft geheven in de Hitlergroet. Aan het eind van het nummer staan alle figuranten met hun rechterarm omhoog. "Tomorrow Belongs to Me" benadrukt de dreiging van de opkomende nazi-partij de NSDAP en de komende dictatuur. Het krijgt hierdoor een huiveringwekkende bijklank, ondanks dat het feit dat het lied meer de schoonheid van het Duitse vaderland beschrijft. Kander en Ebb schreven het nummer in de stijl van een Duits bierlied, zoals dat werd gezongen in Duitse kroegen. Als gevolg van de enscenering van het nummer met de nazi's die de Hitlergroet brengen krijgt het nummer de stijl van een nazilied. In de Broadwaymusical wordt het eerst gezongen in de Kit Kat Klub en later op een feestje in Berlijn. In alle gevallen wilden Kander en Ebb de dreigende opkomst van de nazi's benadrukken. Maar veel bioscoopbezoekers zagen het als een antisemitisch nummer. Dit is op zich een merkwaardige beschuldiging want de tekst is beslist niet anti-Joods, iets wat ook vreemd zou zijn, aangezien Kander en Ebb beide Joods waren. Buiten de film ging het nummer een eigen leven leiden en werd het opgenomen en uitgevoerd door rechts-extremistische rockbands.
- "Mein Herr" en "Money, Money" werden speciaal voor de film geschreven, maar werden zo populair dat ze in latere versies van de toneelmusical werden opgenomen.
- Het nummer "Maybe This Time" werd door Kander en Ebb oorspronkelijk geschreven voor de niet opgevoerde musical "Golden Gate". Liza Minnelli nam het op voor haar eerste album (Liza! Liza!) uit 1964 en zong het live in haar nachtclubact. Toen Bob Fosse een romantisch nummer nodig had, overtuigde Minnelli hem er van om "Maybe This Time" te gebruiken. Fosse was aanvankelijk tegen totdat hij aanvoelde hoe het nummer moest ensceneren en wel door het te laten vertolken op het lege toneel van de verlaten Kit Kat Klub. Omdat het nummer al eerder was opgevoerd, kon het niet worden genomineerd voor de Oscars voor Beste liedje.
- Heiraten" had als oorspronkelijke titel "Married" en maakte deel uit van de Broadwaymusical. In de film is het te horen in de Duitse versie van zangeres Greta Keller. Keller is niet te zien, het nummer is te horen via de grammofoon van Sally Bowles. Als Sally in de film het eten klaarmaakt zet ze ook een plaat op, het nummer dat te horen is, is "Don't Tell Mama" uit de Broadwaymusical. De grammofoon biedt nog een keer de kans om een nummer uit de Broadwaymusical te horen, "Sitting Pretty". Het instrumentale nummer is te horen in het landhuis van Max als hij danst met Sally en Brian. Het nummer is ook te horen als de drie lunchen in een duur restaurant, ditmaal uitgevoerd door een orkestje. Als de huurders van Fraulein Schneider bijeen zijn en praten over de nazi's is op de achtergrond vaag het nummer "So What?" uit de Broadwayversie te horen.
- In de film ligt de nadruk op het realisme. Om die reden worden vrijwel alle liedjes gezongen in de Kit Kat Klub en vrijwel allemaal door Joel Grey en Liza Minnelli. Dit was een bewuste keuze van Fosse die een meer politieke lading wilde geven aan de film. Hierdoor werd de filmversie van Cabaret minder een musical en meer een film waarin liedjes worden gezongen op een plaats waar dat logisch is, een nachtclub. De overige liedjes zijn te horen via radio's of grammofoons. De enige uitzondering is "Tomorrow belongs to me" dat op een terras 'spontaan' wordt ingezet. De Kit Kat Klub krijgt bij Fosse de status van metafoor van de decadentie van de jaren 1920-1933 in Duitsland. De liedjes lijken ook steeds te verwijzen naar een volgende dramatische ontwikkeling. Zo verwijst "Money, money" naar de ontmoeting met de rijke playboy Max.

## Prijzen en nominaties

### Academy Awards 1973
- Beste regisseur (Bob Fosse)
- Beste actrice (Liza Minnelli)
- Beste mannelijke bijrol (Joel Grey)
- Beste cinematografie (Geoffrey Unsworth)
- Beste montage (David Bretherton)
- Beste filmmuziek of adaptie (Ralph Burns)
- Beste artdirection (Rolf Zehetbauer, Hans Jürgen Kiebach, Herbert Strabel)
- Beste geluid (Robert Knudson, David Hildyard)

Er waren de volgende nominaties:
- Beste film (Cy Feuer)
- Beste bewerkte scenario (Jay Presson Allen)

### BAFTA Awards
- Beste film (Cy Feuer)
- Beste regie (Bob Fosse)
- Beste actrice (Liza Minnelli)
- Beste decors (Rolf Zehetbauer, Hans Jürgen Kiebach, Herbert Strabel)
- Beste camerawerk (Geoffrey Unsworth)
- Beste geluid (Robert Knudson, David Hildyard)
- Meest veelbelovende debuut (Joel Grey)

Er waren de volgende nominaties:
- Beste vrouwelijke bijrol (Merisa Berenson)
- Beste scenario (Jay Presson Allen)
- Beste montage (David Bretherton)
- Beste kostuums (Charlotte Flemming)

### Golden Globes
- Beste film - musical of komedie (Cy Feuer)
- Beste actrice (Liza Minnelli)
- Beste mannelijke bijrol (Joel Grey)

Er waren de volgende nominaties:
- Beste regie (Bob Fosse)
- Beste vrouwelijke bijrol (Merisa Berenson)
- Beste originele liedje (Mein Herr)
- Beste originele liedje (Money, money)
- Beste scenario (Jay Presson Allen)

## Nederlandse musical
- Pia Douwes speelde in 2006 Sally Bowles in een Nederlandse versie van de musical. Ara Halici speelde EmCee.